# Club Atlético River Plate 1909
Questa voce raccoglie le informazioni riguardanti il Club Atlético River Plate nelle competizioni ufficiali della stagione 1909.

## Stagione
Neopromosso in massima serie dopo la vittoria della seconda divisione nel 1908, il club iniziò con quattro vittorie e due pareggi. Sconfitto dall'Alumni, ebbe una flessione di rendimento che causò due sconfitte con il Belgrano. La parte finale del torneo vide quattro vittorie consecutive.

## Maglie e sponsor
| Casa |

## Rosa
| N. |                      | Ruolo | Calciatore         |
| -- | -------------------- | ----- | ------------------ |
|    | Argentina (bandiera) | P     | J. Barreiro        |
|    | Argentina (bandiera) | P     | Raúl Capdeville    |
|    | Argentina (bandiera) | P     | A. Dubal           |
|    | Argentina (bandiera) | P     | Alejandro Luraschi |
|    | Argentina (bandiera) | P     | Luis Solans        |
|    | Argentina (bandiera) | D     | Arturo Chiappe     |
|    | Argentina (bandiera) | D     | J. C. Díaz         |
|    | Argentina (bandiera) | D     | Federico Gómez     |
|    | Argentina (bandiera) | D     | Francisco Priano   |
|    | Argentina (bandiera) | C     | Julio Abaca Gómez  |
|    | Argentina (bandiera) | C     | Franco Chagnaeud   |
|    | Argentina (bandiera) | C     | Pascual Griffero   |

| N. |                      | Ruolo | Calciatore            |
| -- | -------------------- | ----- | --------------------- |
|    | Argentina (bandiera) | C     | Bernardo Messina      |
|    | Argentina (bandiera) | C     | José Morroni          |
|    | Argentina (bandiera) | C     | J. Soulingham         |
|    | Argentina (bandiera) | A     | Antonio Ameal Pereyra |
|    | Argentina (bandiera) | A     | Johnny Diggs          |
|    | Argentina (bandiera) | A     | Elías Fernández       |
|    | Argentina (bandiera) | A     | Anempodisto García    |
|    | Argentina (bandiera) | A     | Silvio Politano       |
|    | Argentina (bandiera) | A     | Hernán Rodríguez      |
|    | Argentina (bandiera) | A     | Santiago Sayanes      |
|    | Argentina (bandiera) | A     | J. Velásquez          |

## Statistiche

### Statistiche di squadra
| Competizione    | Punti | Totale | Totale | Totale | Totale | Totale | Totale | DR |
| Competizione    | Punti | G      | V      | N      | P      | Gf     | Gs     | DR |
| --------------- | ----- | ------ | ------ | ------ | ------ | ------ | ------ | -- |
| Copa Campeonato | 24    | 18     | 11     | 2      | 5      | 35     | 26     | +9 |
| Totale          | -     |        |        |        |        |        |        | -  |